# Кировский завод по обработке цветных металлов

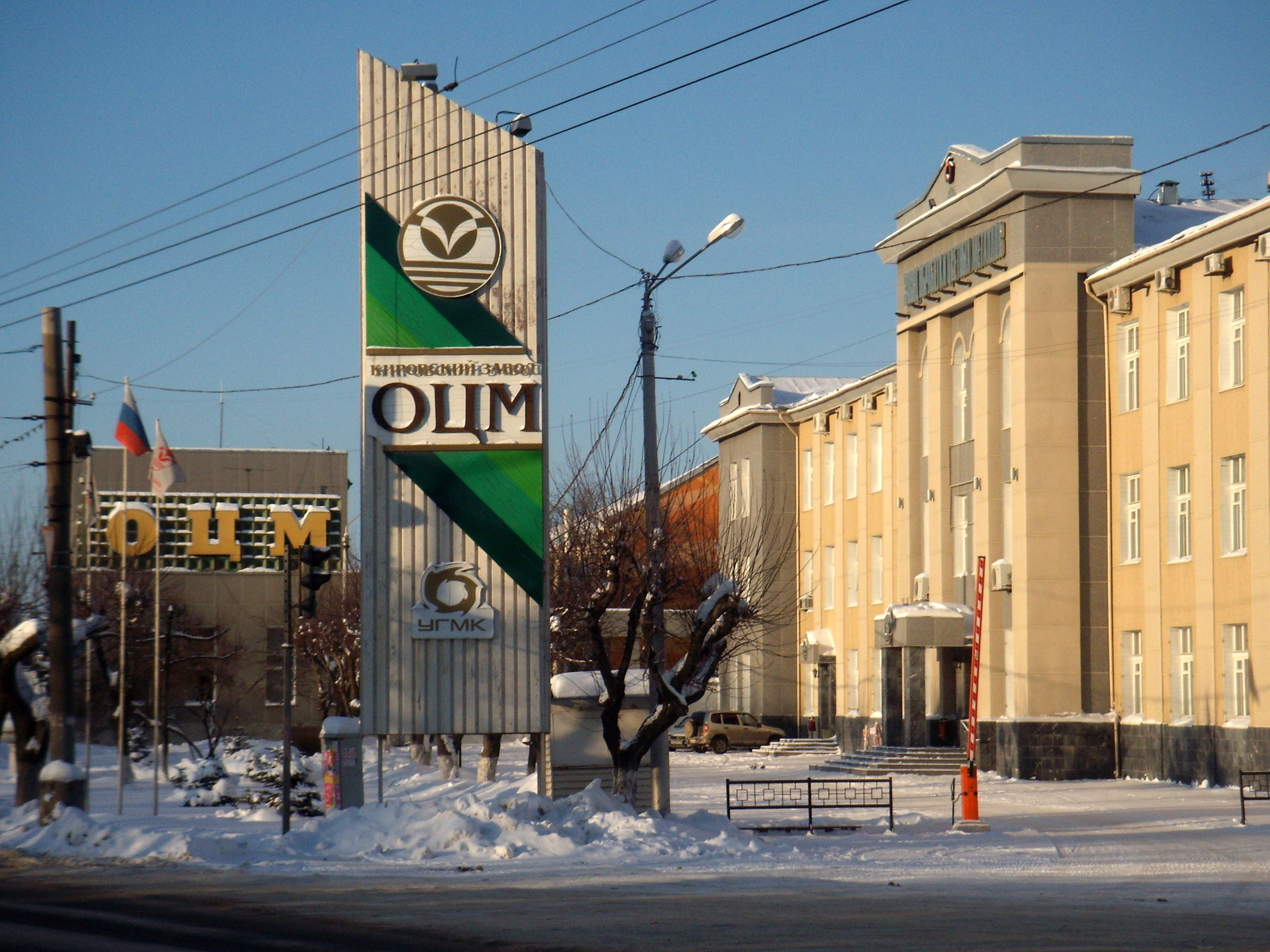
Вывеска перед Административным корпусом завода

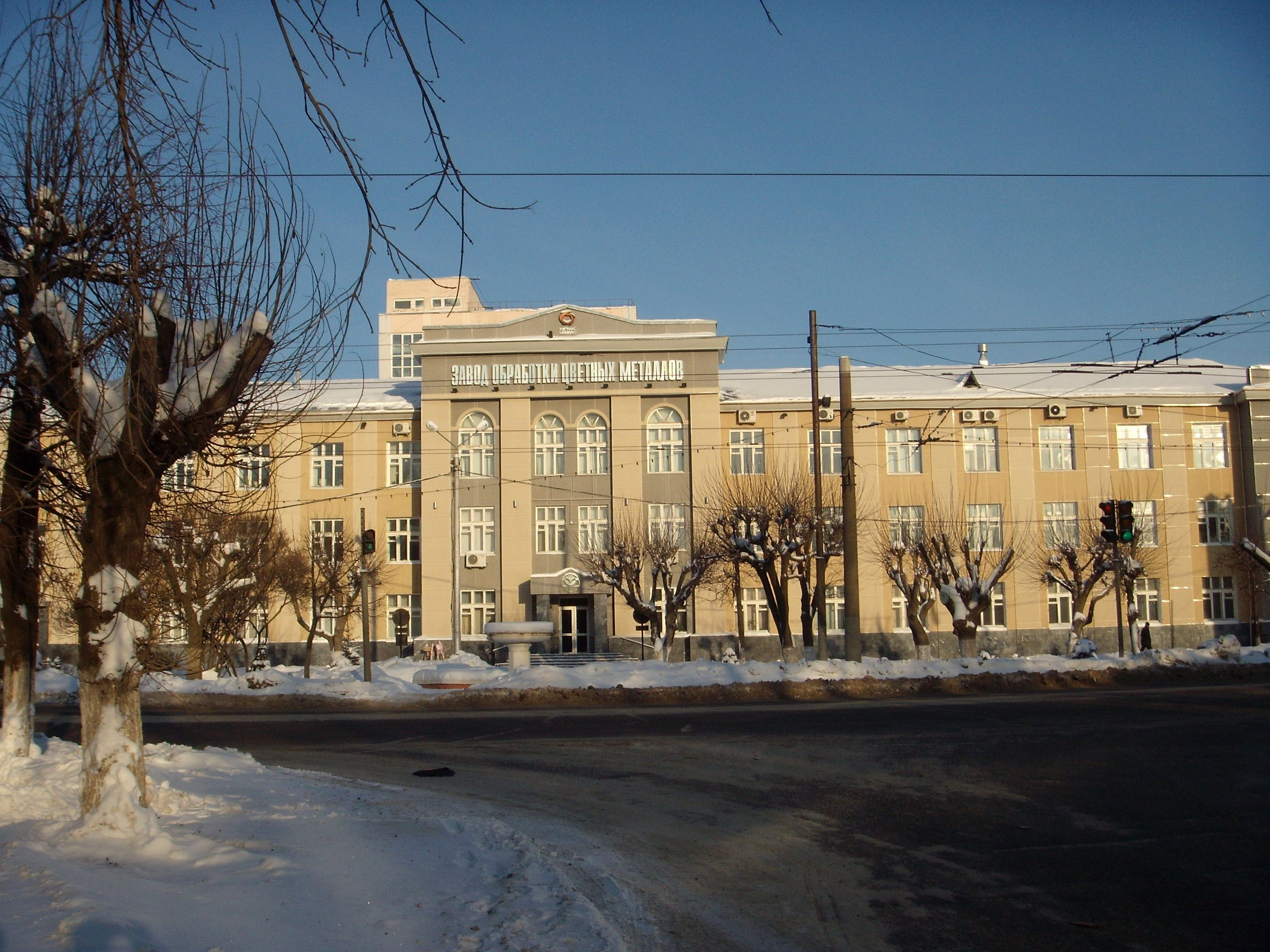
Административный корпус

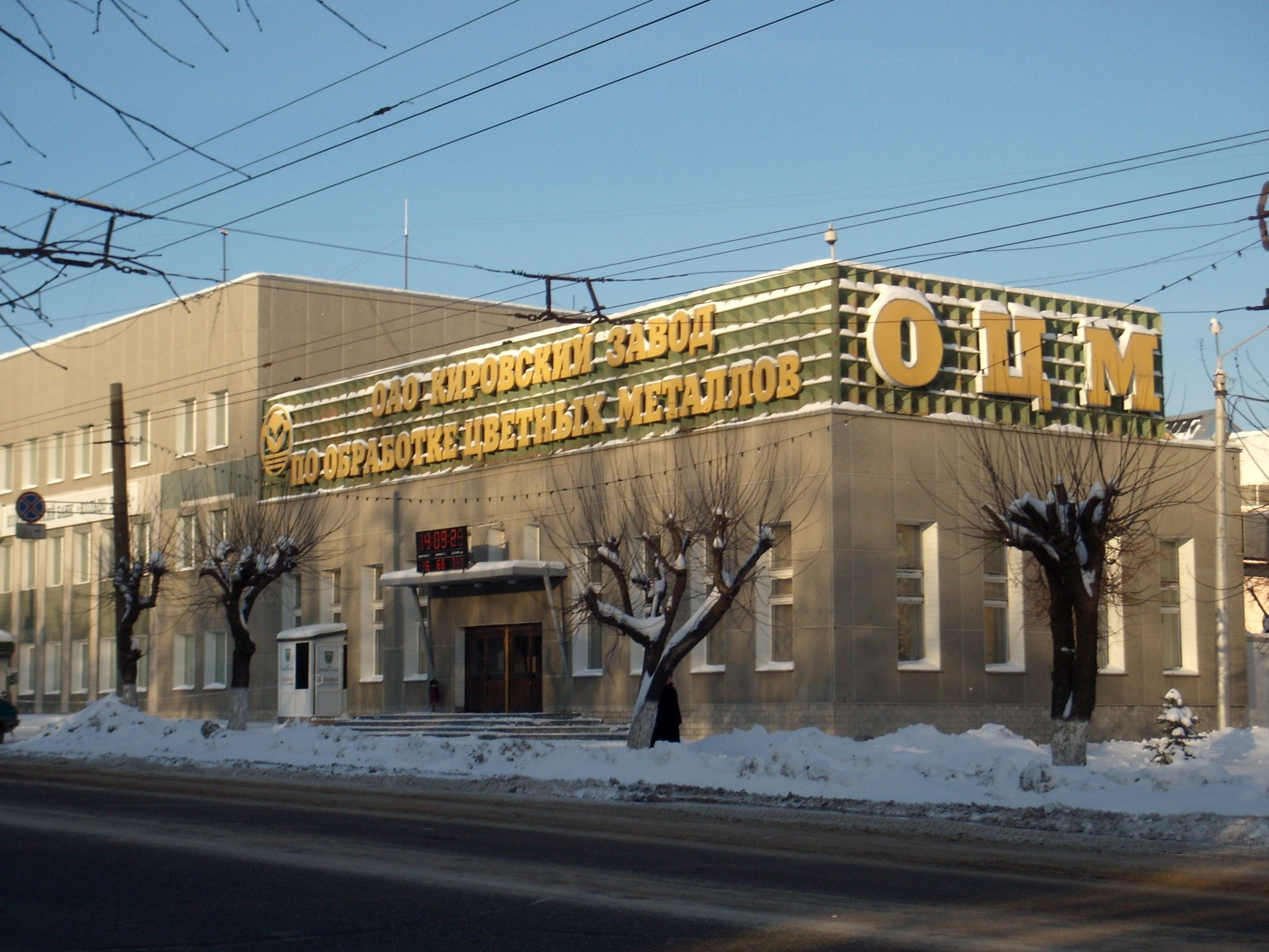
Центральная проходная

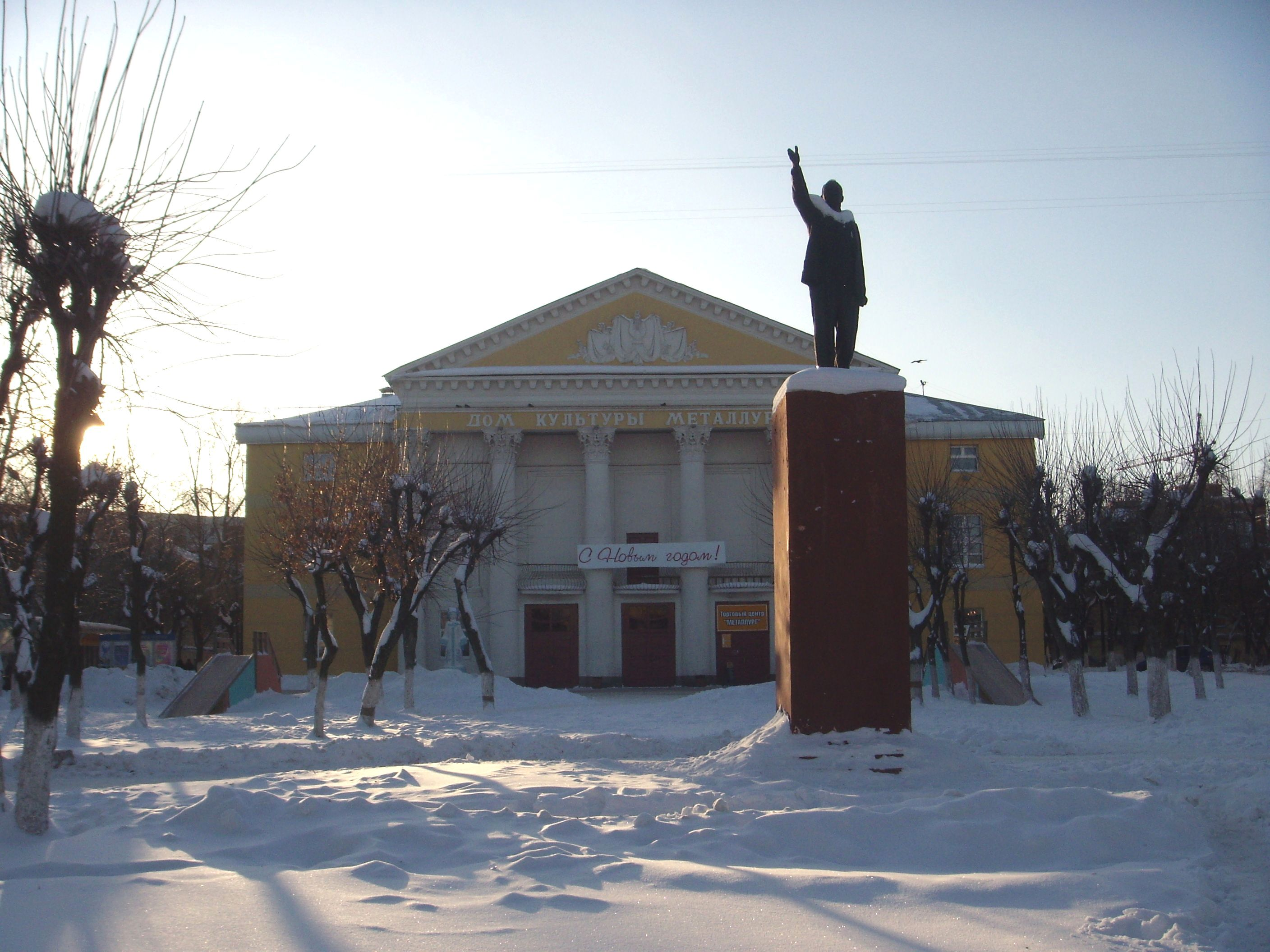
Дом культуры металлургов

АО «Кировский завод по обработке цветных металлов» (АО «КЗОЦМ») — кировское металлургическое предприятие.

## История
В 1939 году в Кирове решением Совета народных комиссаров СССР начато строительство латунно-прокатного завода. Из-за начавшейся Великой Отечественной войны, в 1941 году строительство завода было приостановлено, и возобновлено спустя два месяца после её окончания.
В 1952 году в строй введены фасонно-литейный, ремонтно-механический и электроремонтный вспомогательные цеха.
В 1954 году введена в строй первая очередь основного производства. Начали работать деревообрабатывающий цех, центральная заводская лаборатория, электролаборатория при электроремонтном цехе.
5 декабря 1955 года был отлит первый слиток сплава Л62 весом в одну тонну.
С 1 января 1956 года начали работать центральная котельная, электролитейный и прокатный цеха.
12 января 1956 года в приказом министра цветной металлургии Петра Фаддеевича Ломако «КЗ ОЦМ» был введён в строй действующих. Этот день считается «днём рождения» завода.
В 1962 году разработана и освоена новая технология производства сварных труб методом радиочастотной сварки. В 1966 году организован трубный цех, а в марте этого же года выпущена первая партия сварных труб из дуралюмина.
В 1973 году начался выпуск товаров народного потребления — масляной краски. Сдано в эксплуатацию отделение товаров народного потребления, где изготавливается мебельная фурнитура, заготовки для ключей, комплектующие детали для электротехники.
В 1975 году введен в эксплуатацию первый и единственный в Советском Союзе цех по выпуску прецизионного проката для выпуска особо точного проката.
В 1982 году сдан в эксплуатацию трубоволочильный цех № 4.
В 1990 году освоен комплекс совмещенного непрерывного горизонтального литья и холодной периодической прокатки литых полос из бронзы.
7 декабря 1992 года прошла приватизация завода, предприятие преобразовано в акционерное общество открытого типа.
В 1996 году освоены сложные сплавы для выпуска монетных лент.
В 2000 году сдан в эксплуатацию комплекс горизонтального гидравлического пресса усилием 1600 тонн, получен первый пруток из сплава ЛС-59 методом горячего прессования.
В 2002 году полностью переоснащен цех трубного проката с переводом технологии производства сварных труб на технологию получения бесшовных тянутых труб, прутков и профилей. Освоено производство медных шаровых анодов для поставки на экспорт и медных плит для кристаллизаторов.
В 2003 году запущена линия отделки прутков немецкой фирмы «Шумаг», позволяющая изготавливать калиброванные прутки.
В 2011 году на заводе начал действовать современный комплекс с полным металлургическим циклом от плавления и литья до выпуска особо тонких лент.
В 2013—2021 годы — техническое перевооружение прокатно-заготовительных мощностей.  

## Продукция
АО «КЗОЦМ» является перерабатывающим предприятием, специализируется на выпуске продукции высокой степени готовности. Среди наименований производимой продукции — плиты, листы, ленты, полосы, прутки, трубы, проволока. Продукция предприятия используется в автомобиле- и машиностроении, электротехнической и электронной промышленности, чёрной металлургии, энергетике и др.

## Показатели
| Показатель                     | 2001    | 2002    | 2003    | 2004    | 2005    | 2006    | 2007    |
| ------------------------------ | ------- | ------- | ------- | ------- | ------- | ------- | ------- |
| Выручка (тыс.руб)              | 1490026 | 1429018 | 1940915 | 2795113 | 4055179 | 5980479 | 6624977 |
| Численность персонала          | 2256    | 2269    | 2312    | 2253    | 2280    | 2179    | 2207    |
| Ср. зар. плата (руб)           | 4090    | 4588    | 5634    | 7686    | 9426    | 11457   | 13649   |
| Инвестиция (тыс. руб)          | 83970   | 71923   | 51556   | 75007   | 76200   | 246274  | 459033  |
| Развитие соц. сферы (тыс. руб) | 28603   | 25139   | 20624   | 26316   | 19000   | 33935   | 47294   |